# Zenobianopsis
Zenobianopsis är ett släkte av kräftdjur. Zenobianopsis ingår i familjen Holognathidae.
Kladogram enligt Catalogue of Life:
| Zenobianopsis | \| \| Zenobianopsis caeca \| \| \| \| \| \| Zenobianopsis rotundicauda \| \| \| \| |
|               | \| \| Zenobianopsis caeca \| \| \| \| \| \| Zenobianopsis rotundicauda \| \| \| \| |
|               | Cleantioides                                                                       |
|               |                                                                                    |
|               | Cleantis                                                                           |
|               |                                                                                    |
|               | Holognathus                                                                        |
|               |                                                                                    |
|               | Zenobianopsis caeca                                                                |
|               |                                                                                    |
|               | Zenobianopsis rotundicauda                                                         |
|               |                                                                                    |

|  | Zenobianopsis caeca        |
|  |                            |
|  | Zenobianopsis rotundicauda |
|  |                            |